# Plesiatropha paniculata
Plesiatropha paniculata är en törelväxtart som först beskrevs av Ferdinand Albin Pax, och fick sitt nu gällande namn av Franciscus Jozef Breteler. Plesiatropha paniculata ingår i släktet Plesiatropha och familjen törelväxter.

## Underarter
Arten delas in i följande underarter:
- P. p. occidentalis
- P. p. paniculata